# 格奥尔基·波尔塔夫琴科
格奥尔基·谢尔盖耶维奇·波尔塔夫琴科（俄语：Георгий Сергеевич Полтавченко，1953年2月24日—），男，苏联及俄罗斯政治人物。现任联合造船集团董事会主席。曾任圣彼得堡市长。

## 生平
1953年2月24日生于阿塞拜疆苏维埃社会主义共和国巴库。他的父亲是苏联海军红旗里海舰队官员。1960年，一家人搬到列宁格勒。
1976年毕业于列宁格勒航空仪表制造学院。毕业后在国防公司列宁科学生产联合体担任工程师。1978年在苏联共青团涅夫斯基区委员会担任指导员。1979年加入克格勃，在明斯克的克格勃高等培训班接受训练。1980年毕业后。曾参与同年莫斯科奥运会的安保工作。之后一直在列宁格勒州和列宁格勒市的国家安全机关任职。
1992年至1993年，担任圣彼得堡市国家税务稽查局局长和税务警察局局长等职。1993年至1999年，担任俄罗斯联邦税务警察总局圣彼得堡市分局局长。1999年7月5日至2000年1月29日，担任俄罗斯联邦总统驻列宁格勒州全权代表。
2011年8月31日宣誓就任圣彼得堡市市长。
2018年10月3日，自愿辞去市长职务。由亚历山大·别格洛夫担任代理市长。2018年12月25日，正式当选联合造船集团董事会主席。